# Anna Maria Schulte

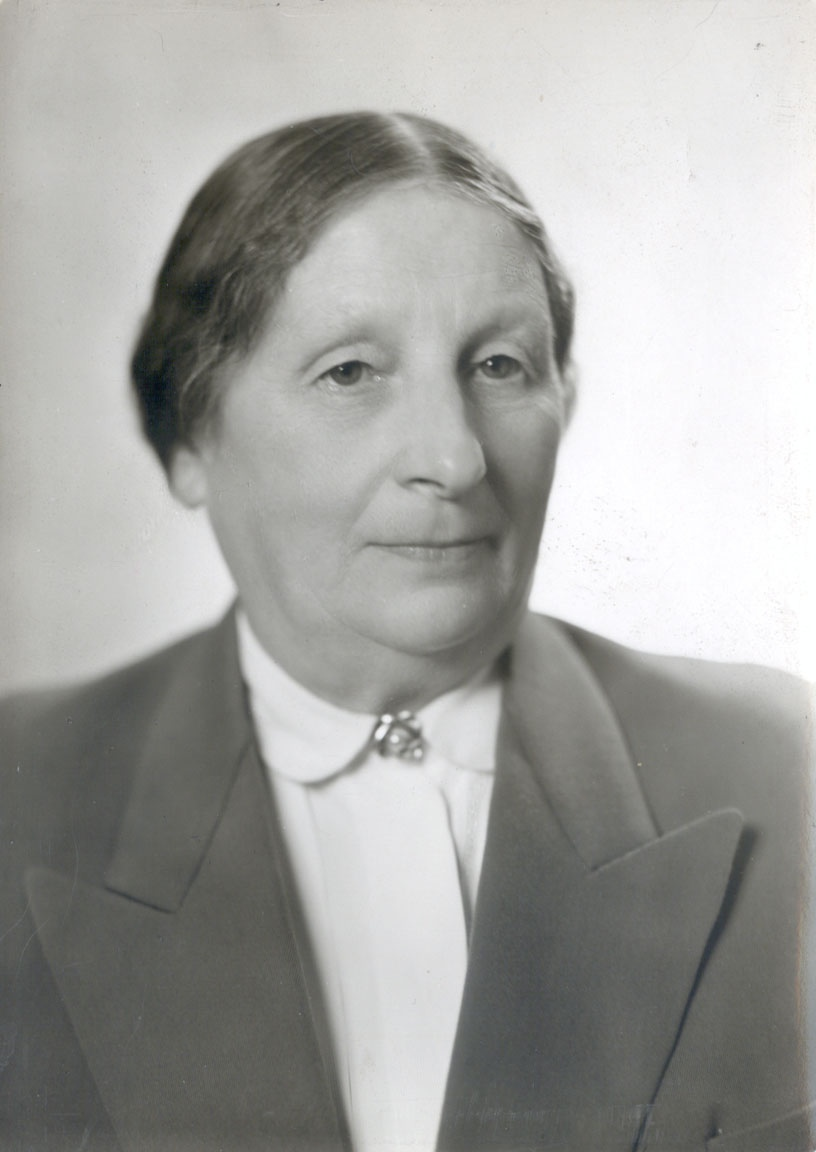
Anna Maria Schulte

Aenne Schulte, eigentlich Anna Maria Schulte, geb. Mergi, (* 23. Juli 1886 in Innsbruck; † 5. Oktober 1973 in Köln) war eine frühe Sozialdemokratin und Sozialaktivistin.

## Leben
Anna Maria Mergi kam zweijährig mit ihren Eltern 1888 aus Innsbruck nach Köln. Ihr Vater, der Schneider Franz Mergi, war gewerkschaftlich engagiert. Ihre Mutter Josepha Mergi war zweite Vorsitzende des „Frauen- und Mädchen-Bildungsvereins in Köln“, einer verbotenen (Untergrund-)Organisation. Vierzehnjährig wurde Anna Maria Mergi Mitglied des Arbeiter-Radlerbundes „Solidarität“, der Wahlkampfmaterial auf dem Lande verteilte. Bald darauf wurde sie aktiv im Kampf ihrer Gewerkschaft, dem „Centralverband der kaufmännischen Angestellten“, um den arbeitsfreien Sonntag. Dabei lernte sie den Sozialdemokraten Georg August Schulte kennen, den sie 1906 heiratete.
Seit 1908 gehörte Anna Maria Schulte der SPD an. Während des Ersten Weltkrieges (1914–1918) arbeitete sie zusammen mit Marie Juchacz, Elisabeth Röhl und Else Meerfeld als Vertreterin der freien Gewerkschaften in der Heimarbeitszentrale. Frauen hatten in Köln die Initiative zur Gründung der Arbeiterwohlfahrt ergriffen. Im kleinen Sälchen des Volkshauses entwickelte SPD-Frauensekretärin Marie Juchacz bereits 1915 ihre Ideen. Die Frauen um sie herum – Elisabeth Roehl-Kirschmann, Else Meerfeld, Hede Runovski und Anna Maria Schulte – waren begeistert. Köln war damit zur Keimzelle der Arbeiterwohlfahrt in Deutschland geworden. Erst vier Jahre später erfolgte die offizielle Gründung in Berlin, wohin Marie Juchacz übergewechselt war. Anna Maria Schulte organisierte den Bezirk Oberrhein dieser Hilfsorganisation.
Darüber hinaus war Anna Maria Schulte Mitglied der sog. Lebensmittelkommission. Diese wurde 1919 zusammen mit dem Arbeiter- und Soldatenrat in Köln, dessen einziges weibliches Mitglied Schulte war, von der englischen Besatzungsmacht aufgelöst. 1919 wurde Anna Maria Schulte sozialdemokratische Stadtverordnete der Stadt Köln. Am 7. Juni 1920 überreichte ihr Konrad Adenauer das Verdienstkreuz für Kriegshilfe der Preußischen Staatsregierung.
Innerhalb der SPD erhoben Anna Maria und Georg August Schulte lange vor 1933 die Forderung, aus den italienischen Erfahrungen Lehren zu ziehen und eine antifaschistische Organisation in Deutschland zu gründen. Doch deutsche Politiker hatten zu jener Zeit für die drohende Gefahr des Faschismus kein Verständnis. Die Jahre 1933 bis 1945 brachte der Familie Schulte schwere Nachteile, u. a. Hausdurchsuchungen, Beschlagnahme der in Jahrzehnten zusammengetragenen Bibliothek, öffentliche Bücherverbrennung, willkürliche Verhaftungen. Georg August Schulte wurde mehrmals verhaftet, verhört und von der Gestapo ständig observiert. Am 16. September 1940 wurde Georg August Schulte tot in der Kölner Innenstadt aufgefunden. Die Täter und ihr Motiv wurden von offizieller Seite als unbekannt hingestellt. Einmal auf dieses Leid angesprochen, sagte Anna Maria Schulte: „Den Begriff politisches Opfer lehne ich ab. Der sozialistische Kämpfer hat mit Schädigungen zu rechnen. Von all den Sozialisten, die ich im Dienst der Arbeiterbewegung kennengelernt habe, hat keiner die Dornenkrone als Auszeichnung begehrt.“
Nach dem Zusammenbruch 1945 hat sich Anna Maria Schulte sofort wieder dem Dienst am Nächsten und dem Wiederaufbau verschrieben. Von den 250.000 Wohnungen in Köln waren ca. 200.000 Wohnungen zerstört oder teilzerstört. Der Rückstrom der Evakuierten und von Flüchtlingen aus den ehemaligen deutschen Ostgebieten brachte die Bevölkerungszahl Ende 1946 in Köln auf ca. 500.000. Anna Maria Schulte nutzte alle ihre Möglichkeiten, die vom Kriege traumatisierten Menschen zur Mitarbeit bei der Gestaltung des öffentlichen Lebens wachzurütteln. Hierzu diente ihre Mitgliedschaft in Verbänden und Vereinen, z. B. in der Deutschen Friedensgesellschaft, dem Freidenkerverband, der Arbeiterwohlfahrt, der von ihr mitgegründeten Kölner Gruppe des Deutschen Frauenrings u. a. m. Am 17. Oktober 1948 wurde Anna Maria Schulte wieder in den Kölner Stadtrat gewählt. Sie arbeitete in den Ausschüssen: Jugendausschuss, Wohnungsausschuss, Ausschuss für Gesundheitswesen, Wohlfahrt, Sport, Schulen und Polizei. Anlässlich der Landtagswahlen 1947 setzte sie sich für die Abschaffung der Prügel in den Schulen und gegen den Untertanengeist ein, der damit gezüchtet werde. Oberbürgermeister Theo Burauen überreichte ihr 1965 das Bundesverdienstkreuz I. Klasse. Die Kölner Arbeiterwohlfahrt ehrte Anna Maria Schulte 1967 mit dem „Goldenen Herzen“ der Arbeiterwohlfahrt.

## Auszeichnungen
- Trägerin des Verdienstkreuzes für Kriegshilfe der Preußischen Staatsregierung (verliehen 1920 durch Konrad Adenauer, OB Köln)
- Trägerin des Bundesverdienstkreuzes I. Klasse (verliehen 1965 durch Theo Burauen, OB Köln)
- Trägerin des „Goldenen Herzens“ der Arbeiterwohlfahrt (verliehen 1967)
- In Köln-Merheim wurde die Änne-Schulte-Straße nach ihr benannt.